# الذهاب إلي نهاية المطاف
الذهاب إلي نهاية المطاف (بالإنجليزية: Going All the Way)‏ هو فيلم دراما كوميدية أمريكي تم إصداره عام 1997. الفيلم من إخراج مارك بيلينجتون، كأول فيلم طويل من إخراجه، ومن كتابة دان ويكفيلد، وهو مُقتبس من روايته التي نُشرت عام 1970. الفيلم من بطولة جيريمي ديفيز، وبن أفليك، وريتشل وايز، وإيمي لوساني، وروز مكغوان، والتي أثناء ترويجها للفيلم في مهرجان صاندانس السينمائي، زعمت أن هارفي واينستين اغتصبها هذا العام هناك. تم تصوير الفيلم في مكان في إنديانابوليس، إنديانا، حيث تدور أحداث رواية السيرة الذاتية لويكفيلد.
ترشح فيلم الذهاب إلي نهاية المطاف لجائزتين من مهرجان صاندانس في عام 1997، وفاز بجائزة التقدير الخاص لمصممة الإنتاج تيريز ديبريز.
تم إصدار الموسيقى التصويرية الأصلية للفيلم في فيرف ريكوردز في سبتمبر 1997 (فيرف 314537908-2) بما في ذلك أغنية "متشابك ومغري"، والتي شارك في كتابتها للفيلم المغني/كاتب الأغاني/المنتج الإنديانابوليسي تيم بريكلي.
سيتم إصدار إعادة تعديل للفيلم في عام 2022، بعنوان الذهاب إلي نهاية المطاف: تعديل المخرج. وفقًا للإعلان، "تمت إعادة فحص النسخة الجديدة لفيلم 1997 بدقة الـ4K ويضم 50 دقيقة إضافية من اللقطات التي لم يسبق رؤيتها. كما تم إنشاء تسلسل عنوان جديد بواسطة سيرجيو بينيرو، إلى جانب 50 دقيقة من الموسيقى من الملحن بيت آدامز." يقول بيلينجتون: "تبدو هذه النسخة النهائية للفيلم وكأنها رؤية مختلفة تمامًا، وأكثر تركيزًا على الشخصيات، ومعقدة من الناحية النفسية. إنه فيلم أكثر قتامة، ولكنه أيضًا أكثر حساسية بكثير، وفي النهاية، ملهم."

## القصة
يعود شابان إلي منزلهما في إنديانابوليس بعد قضاء وقتهما في الجيش خلال الحرب الكورية ويبحثان عن الحب والوفاء في أمريكا الوسطى خلال فترة الخمسينيات المحافظة.

## فريق التمثيل
- جيريمي ديفيز في دور ويليارد "سوني" بيرنز
- بن أفليك في دور توم "جونر" كاسيلمان
- إيمي لوساني في دور بادي بورتر
- ريتشل وايز في دور مارتي بيلشر
- روز مكغوان في دور جيل آن ثاير
- جيل كلايبراج في دور ألما
- ليسلي آن وارن في دور نينا

## وصلات خارجية
- الذهاب إلي نهاية المطاف على موقع IMDb (الإنجليزية)
- الذهاب إلي نهاية المطاف على موقع روتن توميتوز (الإنجليزية)
- الذهاب إلي نهاية المطاف على موقع ألو سيني (الفرنسية)
- الذهاب إلي نهاية المطاف على موقع Turner Classic Movies (الإنجليزية)
- الذهاب إلي نهاية المطاف على موقع أول موفي (الإنجليزية)
- الذهاب إلي نهاية المطاف على موقع بوكس أوفيس موجو (الإنجليزية)
- الذهاب إلي نهاية المطاف على موقع فيلمافينيتي (الإسبانية)
- الذهاب إلي نهاية المطاف على موقع قاعدة بيانات الفيلم (الإنجليزية)
- الذهاب إلي نهاية المطاف على موقع ليتربوكسد (الإنجليزية)
- الذهاب إلي نهاية المطاف على موقع كينوبويسك (الروسية)